# 李流芳
李流芳（1575年—1629年），字長蘅，一字茂宰，號檀園、香海、泡庵，晚號慎娛居士、泡庵道人，歙縣丰南（今安徽省黄山市徽州区西溪南镇西溪南村）人，晚明畫家、文學家。

## 生平

李流芳山水册页

万历三年（1575年），李流芳出生于嘉定南翔（今上海市嘉定区南翔镇）一户官宦人家。李氏为书香门第，一门三进士：叔父李汝节（1526—1576）为嘉靖四十四年（1565年）乙丑科进士，李汝节子李先芳，萬曆十七年（1589年）己丑科進士；同父异母兄李名芳，萬曆二十年（1592年）壬辰科进士。
李流芳于萬曆三十四年丙午（1606年）中舉人，兩上春宮不第。不肯拜魏忠賢的生祠，他說：“拜，一时事，不拜，千古事。”。擅画山水，黃宗羲稱：“長蘅無他大文，其題畫冊，蕭洒數言，便使讀之者如身出其間，真是文中有畫也。”與唐時升、婁堅、程嘉燧合稱嘉定四先生。崇禎二年（1629年）病篤，喀血而卒，年五十五。

## 作品
傳世作品有萬曆四十八年（1620年）作《溪山林屋图》轴。影響黃賓虹等近代山水畫家深遠。錢謙益收錄李流芳詩四十一首於《列朝詩集》。
- 《檀園墨戲圖》，藏於北京故宮博物院
- 《西湖煙雨圖》卷，藏於天津博物館

## 延伸阅读
[在维基数据编辑]
 在维基文库阅读此作者作品（ 在维基共享资源阅览影像）
 《明史卷二百八十八》，出自《明史》